# Trimetilclorosilano
Il trimetilclorosilano è un alogenuro basato sul silicio.
A temperatura ambiente si presenta come un liquido incolore dall'odore caratteristico. È un composto molto infiammabile e molto corrosivo